# マツダ・MAZDA6
MAZDA6（マツダ・シックス、媒体により「マツダ6」）は、日本の自動車メーカーのマツダが製造・販売する自動車（中型乗用車）。
本項では、2019年に日本国内市場向けの車名が「アテンザ」から変更になる2019年以降の事項について記すこととし、それ以前のモデルの詳細についてはマツダ・アテンザの記事を参照。また、フルモデルチェンジを伴わない車名変更であること（詳細後述）、日本国外向けには当初から「MAZDA6」の車名を用いていたため、モデルの通算上の世代名はグローバル向けの世代名（アテンザの世代名からの通算）を基準に記す。

## 概要
カペラ (Mazda 626) の後継車として発売されたミドルサイズ（欧州規格でいうDセグメント）のセダンおよびステーションワゴンで、販売当初は5ドアハッチバックの設定もあった。初代モデルの開発当初から、モデルネームに数字表記を用いていた日本国外市場には「Mazda6」という車名を設定した一方で、当時全ての日本国内向け車種にペットネーム（愛称）を与えていた日本国内市場においては、イタリア語で「注目」を意味する「アテンツィオーネ (Attenzione)」に由来した造語である「アテンザ」という車名を設定した。
2002年に初代モデルとなるGG/GY系、2008に2代目モデルとなるGH系を発売し、2012年に3代目モデルとなるGJ系を発表。以後定期的に一部改良を続けながら販売が継続されている。3代目はマツダにおけるフラッグシップモデルと位置づけられている。
2019年5月、マツダは小型車（欧州規格でいうCセグメント）のアクセラの全面改良に合わせ、日本国内向けの車名も日本国外市場と同じ「MAZDA3」に変更。以後、他の車種についても国内外で同じ車名を使うことを原則とする（日本国内向けも日本国外市場向けのモデル名に変更する）方針を示し、2019年7月4日にGJ系の一部改良を行った際に、「アテンザ」についても日本国外向けと同じ「MAZDA6」に車名を変更したものである。この（日本市場向けの）車名変更について、マツダの福原和幸常務執行役員は「（『アクセラ』といった車名ではなく）マツダというブランドで選んでもらうのが目的」「（マツダのSUVモデルである）『CX-3』や『CX-8』の登場でペットネームでなくても抵抗がないお客様も多い」と述べており、マツダのブランド価値の向上を目指したものであることが示唆されている。なお、日本ではマイナーチェンジ時に派生モデルが設定されて車名が一部変更となる事例は複数あるが、フルモデルチェンジを伴わない車名の全面変更はあまり例がないという。

## 3代目（日本向け初代） GJ系（2019年 - 2024年）
2019年7月4日
3代目アテンザ（2012年発売）のマイナーチェンジと同時に、日本国内向け名称の「アテンザ」から全世界共通で「MAZDA6」に統一することが発表され、同日から予約開始（同年8月1日発売）。
車名変更と併せた一部改良の内容は以下のとおりである。
- パワートレーンは従来の2.0L/2.5L直列4気筒DOHC自然吸気ガソリンエンジン（SKYACTIV-G2.0/2.5）と2.2L直列4気筒DOHCディーゼルターボエンジン（SKYACTIV-D2.2）に加え、2.5L直列4気筒DOHCガソリンターボエンジン「SKYACTIV-G 2.5T」を追加。あわせてフロントブレーキサイズの大径化（16インチ→17インチ）やフロントファイナルギア比のローギアード化（4.325→4.411）を施した専用グレード「25T S Package」に搭載される。
- 2016年の一部改良で投入されたマツダの最新鋭車両統合制御技術である「G-Vectoring Control」（G-ベクタリング コントロール：GVC）の改良版「GVCプラス」が標準装備となる。
- 「25S L Package」「XD L Package」「25T S Package」に赤外線をカットするIRカットガラスを標準設定。
- マツダコネクトはAppleの「CarPlay」、Googleの「Android Auto」に対応する機能を追加した。

2020年4月3日
マツダ創立100周年を記念した「100周年特別記念車」を発表（予約受注の開始は5月以降、発売は9月以降。2021年3月31日までの期間限定受注）。
「25S L Package」、「XD L Package」をベースに、バーガンディのフロアカーペットを装備し、ボディカラーに「スノーフレークホワイトパールマイカ」を採用。また、フロアマットとフロントフェンダー部に創立100周年記念バッジが装着され、マツダの前身となる東洋工業が創業した際に制定された「丸工マーク」と現在のマツダのブランドシンボルマークを重ね合わせた創立100周年スペシャルロゴをヘッドレストやキーフォブ（キーフォブは100周年専用化粧箱入り）の刻印、センターホイールキャップのロゴに採用した。
さらに、CD/DVDプレーヤー+地上デジタルTVチューナー（フルセグ）と360°ビューモニター+フロントパーキングセンサー（センター/コーナー）も装備された。
2020年12月3日
一部改良。
「100周年特別記念車」を除く全てのグレードのボディカラーに「ポリメタルグレーメタリック」を追加。また、同年4月に発表された「100周年特別記念車」には「SKYACTIV-G 2.5T」仕様の「25T 100周年特別記念車」が追加設定された。
併せて、特別仕様車「Black Tone Edition」が発売された。
「20S PROACTIVE」・「25T S Package」・「XD PROACTIVE」をベースに、外観はドアミラーをグロスブラックに変更。内装はスムースレザーの素材にレッドのシートカラーとシートセンターグレークロスステッチの加飾を施した専用シートを採用。「20S Black Tone Edition」と「XD Black Tone Edition」には19インチアルミホイールにブラックメタリック塗装、インパネとドアトリムのデコレーションパネルにフィルム成形のブラックヘアライン、ニーレストパッドにブラックの合成皮革をそれぞれ採用し、ボックス類（グローブ/コイン/アームレスト付大型コンソール）に内部植毛加工が施され、IRカットガラス（フロントガラス/フロントドア）とCD/DVDプレーヤー+地上TVチューナー（フルセグ）を特別装備。「25T Black Tone Edition」は天上色とピラーにライトグレー、トリム類（インパネ・ドア）にブラックの合成皮革、グローブボックスカバーにブラックをそれぞれ採用するとともに、ベースグレードから一部の装備を非装備化あるいはグレードダウンしたことで、ベースグレードに比べて42.9万円（消費税込）割安な価格に設定された。
2022年12月9日
商品改良ならびに特別仕様車「20th Anniversary Edition」を発表、同日より予約受注開始（同年12月下旬発売）。
ディーゼルエンジンの「SKYACTIV-D 2.2」はエンジン出力やトルクが向上し、アクセルペダル踏力も変更。全車でパワーステアリングのモーターアシスト特性が変更された。また、追従走行とステアリングアシストにより渋滞時や長時間走行などの運転疲労軽減をサポートする運転支援機能「クルージング&トラフィック・サポート」が新たに採用され、「20S」と「XD」を除くグレードにはワイヤレス給電（Qi）&ワイヤレス接続（Apple CarPlay対応）も装備された。ボディカラーはスノーフレイクホワイトパールマイカ（メーカーオプション）を廃止する替わりに、新色のロジウムホワイトプレミアムメタリック（メーカーオプション）とプラチナクオーツメタリックが追加された。「L Package」ではシートカラーのバリエーションが変更され、ブラックナッパレザーが新たに設定された。
2020年12月に発売された特別仕様車「Black Tone Edition」は「Sports Appearance（スポーツアピアランス）」に名称を改め、カタロググレードへ昇格。「Black Tone Edition」でも採用されたブラックメタリック塗装の19インチアルミホイールとグロスブラックのドアミラーカバーに加え、前後のシグネチャーウィング、フロントバンパーロアガーニッシュ、ワゴンに装備のルーフレールもブラックに統一した。なお、「Sports Appearance」は「25S」と「XD」のみの設定となるほか、既存のグレード体系が整理され、「XD PROACTIVE」と「SKYACTIV-G 2.5T」搭載車の「25T S Package」を廃止、「SKYACTIV-G 2.0」搭載車は「20S」のみに集約された。また、2.2Lディーゼルエンジンに設定されていた6速マニュアルミッションは今回の改良で廃止され、全車6速ATのみとなった。
「20th Anniversary Edition」は初代アテンザの登場20周年を記念した仕様で、「XD L Package」をベースに、外観はフロントフェンダーに「20TH ANNIVERSARY」の専用オーナメントが装着され、フロントグリルをシルバー塗装に、19インチアルミホイールを高輝度塗装の専用品にそれぞれ変更。内装はフロントシートのヘッドレストに「20TH ANNIVERSARY」の専用エンボス加工が施され、インパネとドアトリムはセーレンの「レガーヌ」、シートはナッパレザーと「レガーヌ」のコンビシートにそれぞれ変え、カラーをタンに変更。インパネ/ドアトリム加飾をマットブラウンヘアラインに変更。装備面では電動スライドガラスサンルーフ（チルトアップ機構付）が特別装備された。ボディカラーはロジウムホワイトプレミアムメタリックと本仕様車特別設定色で国内のマツダ車で初採用となるアーティザンレッドプレミアムメタリックの2色が設定される（いずれもメーカーオプション設定）。
2024年1月19日
同年4月中旬を以って日本国内向けの販売を終了と発表。
2024年4月19日
生産終了。以後、流通在庫のみの販売となり、在庫がなくなり次第販売終了となる。今後の代替はセダンは既存のCセグメント級セダンのMAZDA3 SEDANが、ワゴンは既存のCXシリーズ（特にミドル級CUVのCX-5やCX-60）がそれぞれの役割を担うこととなる見込みとなる。ベトナムでの生産は継続され、タイなどで継続販売される。なお欧州や中国ではマツダ・EZ-6が後継車種となる。
2024年9月30日
販売終了。これと同時にマツダの公式ホームページへの掲載を終了した。
2025年3月7日
マツダは同車の全世界での生産を完全に終えると発表。唯一生産を続けていたベトナムにおいても部品在庫が無くなり次第終了する。

### 注記
1. ↑  同じ理由でサブコンパクトカー（Bセグメント）の「デミオ」も「MAZDA2」に車名変更する予定が明らかになっていた[7]。
2. ↑  「L Package」標準のものより暗めのトーン。